# Génesis Gutiérrez
Génesis Gutiérrez (* 6. April 2001) ist eine venezolanische Leichtathletin, die sich auf den Sprint sowie den Hürdenlauf spezialisiert hat.

## Sportliche Laufbahn
Erste Erfahrungen bei internationalen Meisterschaften sammelte Génesis Gutiérrez im Jahr 2018, als sie bei den U18-Südamerikameisterschaften in Cuenca in 59,96 s den fünften Platz im 400-Meter-Lauf belegte und auch über 400 m Hürden mit 65,39 s auf Rang fünf gelangte. 2021 belegte sie bei den U23-Südamerikameisterschaften in Guayaquil in 61,59 s den fünften Platz im 400-Meter-Hürdenlauf und wurde in 61,59 s Fünfte über die Flachdistanz. Anschließend schied sie bei den erstmals ausgetragenen Panamerikanischen Juniorenspielen in Cali mit 61,77 s im Vorlauf über 400 m Hürden aus und wurde mit der venezolanischen 4-mal-400-Meter-Staffel disqualifiziert. Im Jahr darauf belegte sie bei den U23-Südamerikameisterschaften in Cascavel in 62,39 s den sechsten Platz im Hürdenlauf und gewann in der Mixed-Staffel in 3:41,57 min die Bronzemedaille hinter den Teams aus Ecuador und Argentinien. 
2021 wurde Gutiérrez venezolanische Meisterin im 400-Meter-Lauf sowie 2022 über 400 m Hürden.

## Persönliche Bestzeiten
- 400 Meter: 56,02 s, 16. Oktober 2021 in Guayaquil
- 400 m Hürden: 61,33 s, 4. Oktober 2021 in Caracas